# Juan Felipe Alves Ribeiro
Juan Felipe Alves Ribeiro (São Vicente, Brasil, 5 de diciembre de 1987) es un futbolista brasilero. Juega de delantero y su equipo actual es el Bangu de la Campeonato Carioca.

## Clubes
| Club              | País      | Año           | PJ | Goles |
| ----------------- | --------- | ------------- | -- | ----- |
| Santo André       | Brasil    | 2011          | 14 | 1     |
| Red Bull Brasil   | Brasil    | 2012          | 2  | 0     |
| Oriente Petrolero | Bolivia   | 2012 - 2013   | 9  | 1     |
| Sao Carlos        | Brasil    | 2014          | 13 | 1     |
| CSKA Sofia        | Bulgaria  | 2014-2015     | 28 | 3     |
| FK Vardar         | Macedonia | 2015-2019     | 64 | 17    |
| Bangu             | Brasil    | 2020-presente | 0  | 0     |